# Lajos Maszlay
Lajos Mazslay né le 2 octobre 1903 à Budapest et mort le 1er décembre 1979 dans la même ville, est un escrimeur et maître d'armes hongrois. Il a gagné deux médailles de bronze aux Jeux olympiques, l'une individuelle aux Jeux olympiques d'été de 1948 et l'autre par équipe aux Jeux olympiques d'été de 1952.

## Palmarès
- Jeux olympiques :
  -  médaille de bronze individuelle aux Jeux olympiques de Londres en 1948
  -  médaille de bronze par équipe aux Jeux olympiques d'Helsinki en 1952[1]